# Brzánky
Brzánky település Csehországban, a Litoměřicei járásban. Brzánky Vrbice, Kyškovice, Račice, Záluží, Hoštka és Dobříň településekkel határos. Lakosainak száma 90 fő (2024. január 1.).

## Népesség
A település lakosságának változását az alábbi diagram mutatja:
| Lakosok száma | 202  | 246  | 268  | 166  | 111  | 83   | 85   | 83   | 89   | 90   |
|               | 1869 | 1890 | 1921 | 1950 | 1980 | 2001 | 2017 | 2019 | 2022 | 2024 |